# کارین لیسل
کارین لیسل (انگلیسی: Karin Lissel؛ زادهٔ ۲۵ مارس ۱۹۸۷) بازیکن فوتبال اهل سوئد است.
از باشگاه‌هایی که در آن بازی کرده‌است می‌توان به باشگاه فوتبال زنان تیرسو و باشگاه فوتبال هامارابی اشاره کرد.
وی همچنین در تیم ملی فوتبال زنان سوئد بازی کرده‌است.